# Pont de les Arnaules
El Pont de les Arnaules, també conegut com a Pont Foradat i Pont del Raval, és un pont natural de pedra del municipi de Manresa.
Es tracta d’una curiositat geològica, formada en un estrat gruixut amb una base de conglomerat i gres groller on hi ha incrustats nummulits, és a dir, petits fòssils en forma de llentia.
Els sediments que recobrien la roca, procedents del delta de Sant Llorenç del Munt de fa 40 milions d’anys, es van anar a dipositar al mar, arrossegats per l’aigua d’un petit torrent que baixava pel pendent de la muntanya.
Aquest corrent va anar erosionant i buidant per sobre i per sota els materials més tous, deixant la llenca de roca més dura, quedant el pont, que se sosté perfectament pels dos extrems, tot i que no és aliè a l’erosió del temps.
Recte, pla i ample, assoleix una alçada de més de 10 metres en el tram suspès del tauler.
Situat al Geoparc de la Catalunya Central, s’hi arriba a peu des del Raval de Manresa, per la carretera BV-1225, o des de l'aparcament del camí del Santuari de la Salut, a la mateixa carretera.